# Método de Mowry
El método de Mowry es una técnica de tinción descrita por Mowrys para la demostración de la presencia de mucopolisacáridos.

## Fundamento
Ciertas mucinas del tejido conjuntivo son capaces de absorber el hidróxido férrico coloidal, poniendo el hierro de manifiesto por medio del azul de Prusia. Esta técnica se combina en la actualidad con el PAS.
Se deben realizar secciones dobles, puesto que en determinadas ocasiones esta tinción se ve dificultada debido a otras sustancias diferentes como los mucopolisacáridos, que se ven atraídos por las partículas metálicas, perdiendo su utilidad histoquímica. 
Se utiliza extensivamente en el estudio de neoplasias epiteliales renales, así como granulomas en la piel.

## Preparación de la muestra
Los mejores resultados se obtienen cuando la preparación está fijada en formol, incluida en parafina y seccionada a 6 micras.

## Reactivos
Los reactivos necesarios para la realización de esta técnica son los siguientes:
1. Solución de hidrato de hierro acético (solución stock):
  1. 250 cc de agua destilada en ebullición.
  2. 4,4 cc de solución acuosa de cloruro férrico 39%.
2. Solución de trabajo:
  1. 4 cc de solución stock.
  2. 1 cc de ácido acético 12%.
  3. 3 cc de agua destilada.
3. Solución de ferrocianuro clorhídrico (mezclar a partes iguales):
  1. Ferrocianuro potásico 2%.
  2. Ácido clorhídrico 2%.

## Procedimiento
La técnica de tinción es como sigue:
1. Desparafinar e hidratar muestras.
2. Enjuagar en ácido acético 12%, 30 segundos.
3. Añadir solución de trabajo, 1 hora.
4. 4 baños en ácido acético 12%, 3 minutos cada uno.
5. Añadir solución de ferrocianuro clorhídrico, 20 minutos.
6. Añadir agua corriente, 5 minutos.
7. Tinción de contraste con rojo nuclear, 5 minutos.
8. Lavar con agua destilada.
9. Deshidratar, aclarar y montar.

## Resultados
- Mucopolisacaridos ácidos: azul.
- Núcleos: rojo.
- Citoplasma: amarillo.